# Associação de Futebol do Botsuana
A Associação de Futebol de Botsuana (em inglês: Botswana Football Association, ou BFA) é o órgão dirigente do futebol em Botsuana. Ela é membro da CAF, da COSAFA e da FIFA. Ela é a responsável pela organização dos campeonatos disputados no país, bem como da Seleção Nacional.